# Družma
.

Družma (mađ. Kiskundorozsma) je gradić na samom jugoistoku Mađarske.
Površine je 7 km četvornih.

## Zemljopisni položaj
Nalazi se na jugoistoku Mađarske. Sjeverno prolazi cesta M43, istočno pruga od Segedina prema Kečkemetu, sjeverno je zračna luka Satumaz i Satumaz, sjeveroistočno je jezero Feher, istočno je Segedin. Istočno je naselje DELEP i Vorosilov-laktanya. Zapadno je Sziksós, južno-jugozapadno je Riska, jugoistočno je Szentmihály, Bodom i Jalova.

## Upravna organizacija
Upravno pripada segedinskoj mikroregiji u Čongradskoj županiji. Poštanski je broj 6750.
1948. je godine iz nje izdvojen Jileš, 1950. godine Forráskút, Bordány i Zsombó, dok je 1973. bila je pripojena Segedinu, zajedno s još nekim naseljima (Đeva, Jalova, Družma, Segedin, Sirik, Tápé).

## Stanovništvo
Danas nije posebice popisana na popisima stanovništva.

## Znamenitosti
- vjetrenjače iz 19. st.

## Promet
Istočno prolazi cestovna prometnica br. 5, južno br. 55, istočno je željeznička pruga koja povezuje Vašarelj i Seged. Sjeverno je autocesta M43, zapadno M5.
U Družmi je željeznička postaja na pruzi koja vodi iz Segeda u Kečkemet.

## Stanovništvo
2001. je godine u Družmi živio stanovnika.
Stanovnike se naziva Đevljanima i Đevljankama.

## Vanjske poveznice
- Družma
- Vjetrenjače u Družmi
- Vjetrenjače